# Кушнир, Василий Васильевич
Василий Васильевич Кушнир (род. 6 мая 1973, Вязьма, Смоленская область) — белорусский и российский футболист, тренер.

## Биография
Василий Васильевич Кушнир родился 6 мая 1973 года в городе Вязьме Вяземского района Смоленской области.
В 1990 году окончил Минское училище олимпийского резерва № 1.
Воспитанник минского «Динамо». В советское время выступал за дубль команды. На высшем уровне дебютировал только после распада СССР, в составе команды «Беларусь». Позже выступал за бобруйский «Шинник» и курганскую «Сибирь», откуда вернулся в «Динамо-93» (Минск).
Два года Кушнир провел в Германии, где играл за местные клубы низших дивизионов (Людвигсбург 07 (нем. SpVgg 07 Ludwigsburg) и Фрайберг (нем. SGV Freiberg Fußball)). Затем он вернулся в Беларусь, где в течение трех лет был одним из основных игроков «Славии» из Мозыри.
В конце 1999 года приехал в Россию, где и провел свою оставшуюся часть футбольной карьеры. Там полузащитник выступал за клубы: «Арсенал» (Тула), «Северсталь» (Череповец), «Металлург» (Липецк) и «Лукойл» (Челябинск).
До 2011 года работал в слонимском «Коммунальнике». Затем стал тренером женской команды Зорка-БДУ. С начала 2013 года стал главным тренером.
В январе 2015 года Кушнир вошёл в тренерский штаб минского «Динамо», где был до 16 июля 2016 года.

## Достижения
- Чемпион Белоруссии: 1992.
- Серебряный призёр чемпионата Белоруссии: 1999.
- Чемпион Второго дивизиона зоны «Центр»: 2001.
- Серебряный призёр Второго дивизиона зоны «Центр»: 2004.